# Muilla
Muilla is een geslacht uit de aspergefamilie. De soorten komen voor in westelijk Noord-Amerika.

## Soorten
- Muilla coronata
- Muilla maritima
- Muilla transmontana